# Mücühəftəran
Mücühəftəran è un comune dell'Azerbaigian situato nel distretto di İsmayıllı. Conta una popolazione di 255 abitanti.